# Mathieu Bragard
Mathieu Bragard (Verviers, 10 marzo 1895 – 19 luglio 1952) è stato un calciatore belga, di ruolo attaccante.